# 曹曰瑋
曹曰瑋（そう えつい、1666年 康煕四年－不明）字は継武（けいぶ）。中国の武術家。心意拳（心意六合拳、戴氏心意拳、形意拳）の伝人。心意拳の事実上の始祖とされる姫際可の弟子。

## 略歴
康煕四年、安徽省貴池県に生まれ、後に父である曹光國に従って順天府大興県に移り住んだ。
康熙三十三年に武科挙の試験を首席で合格（武進士 武解元 武状元 三元及第）し、陝西靖遠総鎮大都督に任ぜられる。
退官後故郷への帰路、河南洛陽の馬学礼と山西祁県の戴隆邦に心意拳を伝授する。
清朝乾隆年間（一説には康熙四十五年）逝去。